# ぼくと姉とオバケたち
『ぼくと姉とオバケたち』（ぼくとあねとオバケたち）は、押切蓮介による日本のホラーギャグ漫画。2005年から『まんがライフオリジナル』（竹書房）にて連載（連載初期は隔月連載）されていた。
4コマ漫画形式で幽霊との関係を面白おかしく表現している。連載の数え方は「第○家」（○は連載回数）。

## あらすじ
心霊に強い姉の遠野麗子と弱い弟のマサルは、知って知らずかオバケだらけの家に引っ越してしまう。

## 登場人物
遠野麗子（とおの れいこ）
霊に強いマサルの姉。気が強く、襲いかかってくる霊を逆に泣かしたり召し使いのようにコキ使ったりする。幼稚園の先生。化粧が下手くそ。19歳で未成年なのに飲酒をして酔っぱらったことがあるらしい。
遠野マサル
霊に弱い麗子の弟。ヘタレ眼鏡。毎回幽霊にいいように襲われたり麗子の暴走に付き合わされたりする。便所に棲むカッパを気に入り、唯一の友達としている。
カッパ
便所に棲む妖怪。2004年の読み切り作品（第1回ゲスト掲載作）から登場し、いつのまにか便所で勝手に生活するようになる。甲羅はなく、頭の皿は取り外し可能で、本当にカッパなのか疑われている。
お菊（おきく）
「日本一最恐の霊」になる野望を抱く女の子の幽霊。だが麗子に可愛いと言われてしまう。流されるままに遠野家に同居する。

## 書誌情報
- 押切蓮介『ぼくと姉とオバケたち』竹書房〈バンブーコミックス〉、全2巻
  1. 2007年7月6日発売 ISBN 978-4-8124-6709-1
  2. 2009年3月17日発売 ISBN 978-4-8124-7055-8
- 押切蓮介『ぼくと姉とオバケたち 完全版』竹書房〈バンブーコミックス〉、全1巻
  1. 2016年8月8日発売 ISBN 978-4-8019-5610-0